# Coniophanes
Coniophanes är ett släkte av ormar. Coniophanes ingår i familjen snokar. Släktet tillhör underfamiljen Dipsadinae som ibland listas som familj.
Vuxna exemplar är med en längd mindre än 75 cm små ormar. De förekommer från södra Texas (USA) till Peru. Individerna vistas främst på marken och de kan leva i olika habitat. Födan utgörs av groddjur och ödlor samt av ryggradslösa djur. Honor lägger ägg. Arternas gifttänder ligger längre bak i käken. Det giftiga bettet anses vara ofarlig för människor. Svansens löser sig lätt från kroppen för att undkomma fiender som korallormar.
Arter enligt Catalogue of Life:
- Coniophanes alvarezi
- Coniophanes andresensis
- Coniophanes bipunctatus
- Coniophanes dromiciformis
- Coniophanes fissidens
- Coniophanes imperialis
- Coniophanes joanae
- Coniophanes lateritius
- Coniophanes longinquus
- Coniophanes meridanus
- Coniophanes piceivittis
- Coniophanes quinquevittatus
- Coniophanes sarae
- Coniophanes schmidti

The Reptile Database listar dessutom:
- Coniophanes melanocephalus
- Coniophanes michoacanensis
- Coniophanes taeniata
- Coniophanes taylori

Coniophanes sarae listas i databasen som synonym till Coniophanes lateritius.